# Zenatia acinaces
Zenatia acinaces är en musselart som först beskrevs av Jean René Constant Quoy och Joseph Paul Gaimard 1835.  Zenatia acinaces ingår i släktet Zenatia och familjen Mactridae. Inga underarter finns listade i Catalogue of Life.

## Bildgalleri

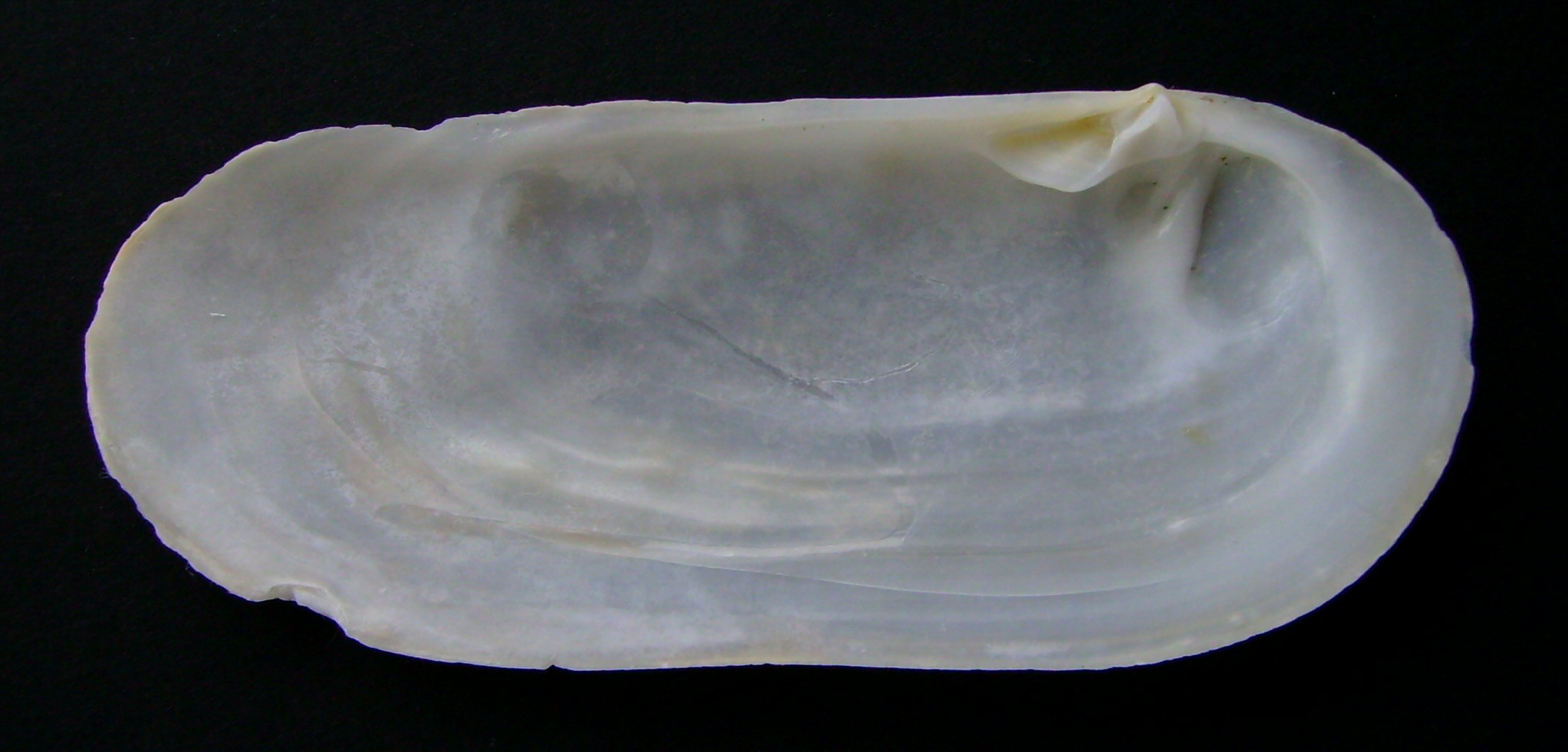